# Государственная граница ГДР и ФРГ
Государственная граница ГДР и ФРГ (нем. Innerdeutsche Grenze или Внутригерманская граница) — существовавшая в период с 1949 по 1990 годы государственная граница между двумя вновь образованными Германскими республиками: ГДР и ФРГ. Являлась одной из самых укреплённых и строго охраняемых границ в Европе послевоенного периода — второй половины XX века. Одновременно считалась одним из символов Холодной войны и границей между двумя противостоящими друг другу военно-политическими блоками: НАТО и ОВД.

## Предыстория
После поражения во Второй мировой войне бывшая территория нацистской Германии была разделена между союзниками по антигитлеровской коалиции на зоны оккупации: американскую, британскую, советскую и французскую. Все эти зоны имели довольно условные границы и попасть из одной зоны в другую не составляло особого труда. Советскому Союзу досталась территория Восточной Германии с немецкими землями: Мекленбург-Передняя Померания, Саксония-Анхальт, Свободное государство Тюрингия, Свободная государство Саксония, Бранденбург, а также Восточная часть немецкой столицы Берлина. В 1949 году вся эта территория была провозглашена как первое социалистическое немецкое государство — Германская Демократическая Республика. В период с 1945 по 1949 годы, пока Германии не существовало как суверенного государства, отношения между союзниками, прежде всего между СССР и Западными странами, начали портиться на фоне начинавшейся Холодной войны. 
В 1946 году США и Великобритания объединили свои оккупационные зоны в Германии в так называемую Бизонию. В 1948 году к ним присоединилась Франция, таким образом, Бизония стала Тризонией. В том же году Западные страны на своих оккупированных территориях решили провести денежную реформу с вводом новых марок. Подобные действия в СССР расценивали как подрыв экономики в Советской оккупационной зоне, а также как перспективу создания отдельного немецкого государства с капиталистической системой управления, что позже и произошло. В ответ на денежную реформу Сталин приказал заблокировать Западный Берлин по железнодорожным, автомобильным и речным путям. Несмотря на угрозу полной блокады, американцы, британцы и французы организовали снабжение Западного Берлина по воздуху, самолётами. Почти через год блокада была снята, но этот недружественный поступок ещё больше убедил западных лидеров, что территориям Германии, оккупированным ими, надо предоставлять независимость, благо для этого было сформировано новое немецкое правительство, по большей части состоявшее из социал-демократов и христианских демократов, таких, как будущий канцлер Конрад Аденауэр. 
23 мая 1949 года территория бывшей Тризонии (кроме Саара, который до 1956 года оставался французским), была провозглашена как Федеративная Республика Германии (ФРГ). В СССР эту новость встретили негативно, поскольку прекрасно понимали, что только что созданное новое немецкое государство будет в орбите влияния США и Западных стран. Спустя четыре месяца 7 октября 1949 года СССР предоставил суверенитет бывшей Советской оккупационной зоне на территории которой была провозглашена Германская Демократическая Республика (ГДР) с социалистической системой управления, правительство которой состояло из немецких коммунистов и социалистов. Оба провозглашённые немецкие государства не признали друг друга, как и не признали де-юре ФРГ СССР, а ГДР Великобритания, США и Франция. В связи с нарастающим противостоянием все бывшие союзники не стали выводить свои войска из ГДР и ФРГ, поскольку опасались военного вторжения. Одновременно с этими событиями началось и создание границ между ГДР и ФРГ.

## Создание и укрепление границы
Исходя из непризнания друг друга, ГДР и ФРГ при содействии союзных им сверхдержав начали сооружение внутригерманской границы. Особо активно на этом настаивала советская сторона, поскольку в СССР понимали, что на фоне обострения противостояния в Холодной войне могут начаться провокации. Граница между ФРГ и ГДР проходила от Любекского залива Балтийского моря с севера, далее на юг и восток до общих границ с Баварией (ФРГ) и Чехословакией. Фактически участками границы между двумя Германиями являлись земли ФРГ и ГДР, имевшие общие границы. Протяжённость границы составляла более 1378 километров. С 1952 года со стороны ГДР началось её усиление, что затруднило свободный проход особенно с территории ГДР в ФРГ. Первоначально граница с образованием двух Германий по-прежнему носила название демаркационной, но с 1957 года в ГДР она стала именоваться Государственная граница «Запад», в народе «граница в Западную Германию». Охранять и контролировать границу со стороны ГДР были призваны: Народная полиция (в том числе Транспортная полиция), пограничные войска, а также добровольцы. Все сотрудники, которым предстояло охранять границу, тщательно подбирались и проверялись, прежде всего на предмет надёжности. 

## Устройство границы
В разные периоды внутригерманская граница имела разные пограничные укрепления. Первоначально она была оборудована примитивными укреплениями, состоявшими из довольно простых КПП на автотрассах и дорогах, столбов с колючей проволокой и деревянных сторожевых вышек. В дальнейшем стали появляться заборы из сетки Рабица, противотранспортные рвы, противотанковые ежи и прочие укрепления. К 1970-м годам граница всё больше стала походить на Берлинскую стену, имея аналогичные барьеры.

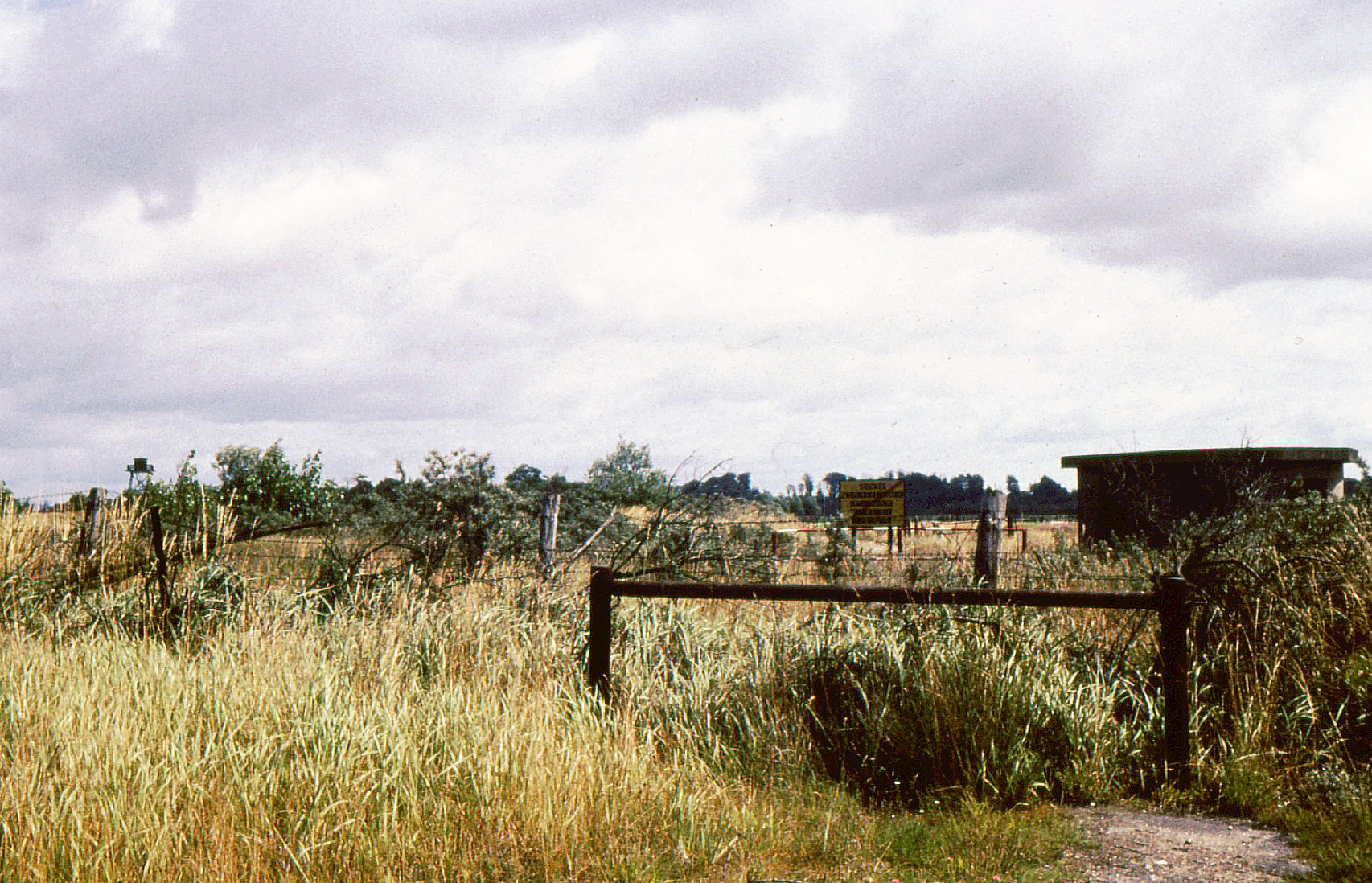
Вид на границу раннего типа. Деревянные укрепление и сторожевые вышки. 1961 год.
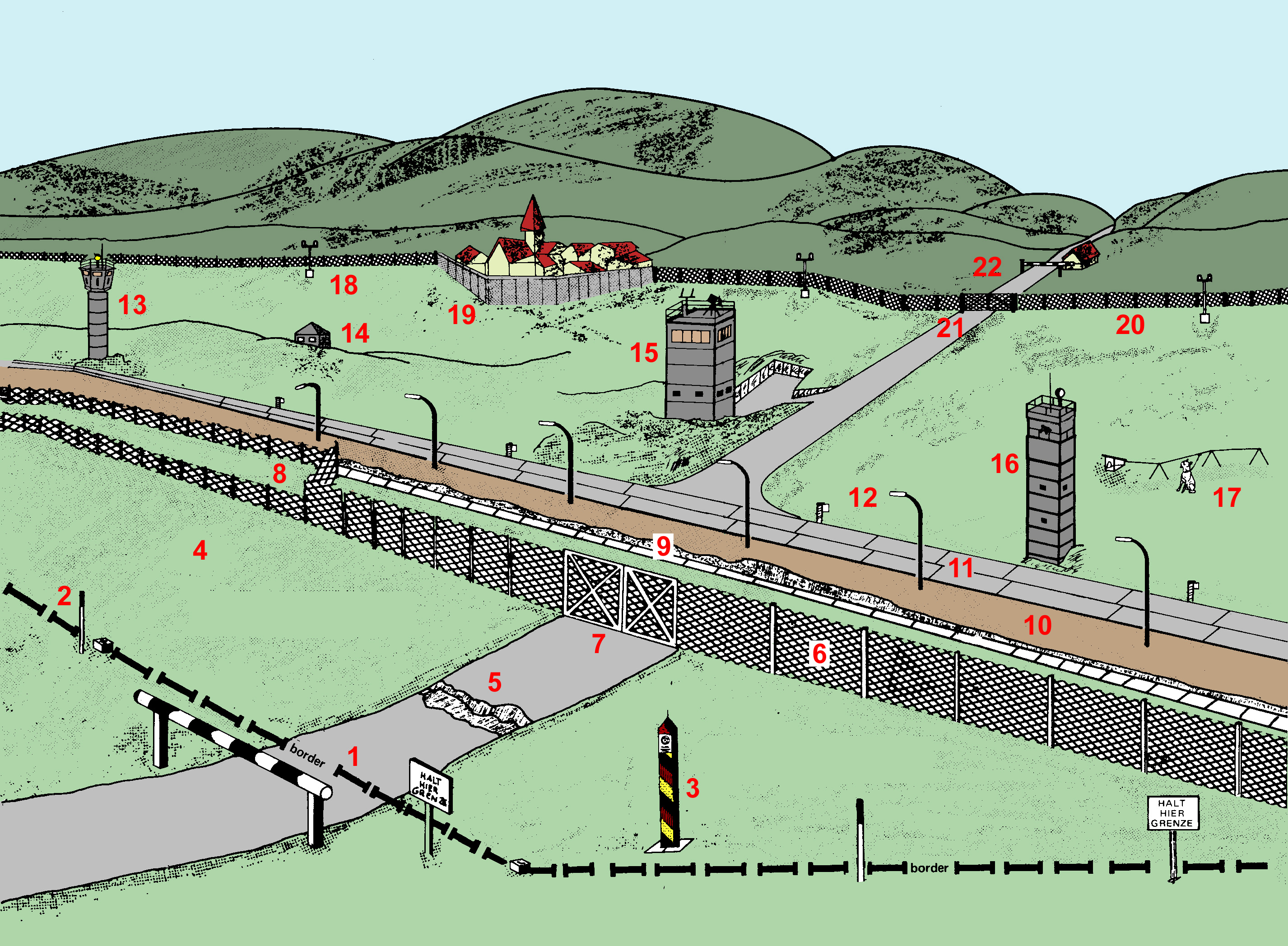
Подробный план укреплений границы ГДР и ФРГ по состоянию на 1984 год.

Так, чтобы гражданам ГДР попасть в приграничную зону шириной до 5 километров, требовалось специальное разрешение. Дороги в ГДР к этой зоне контролировались пограничными КПП. Все неблагонадёжные местные жители, заподозренные в намерении бежать в ФРГ, выселялись из приграничной зоны вглубь Республики. Далее, после 500-метровой запретной зоны следовало первое препятствие, бетонный забор с колючей проволокой, за ним в пяти метрах сигнальный забор. В его нижних частях существовали специальные лазейки для мелких полевых животных, чтобы те не создавали ложную тревогу сигнальных устройств. Сигнальные устройства в виде прикреплённых к забору проводов срабатывали при прикосновении к ним: достаточно было разрезать их или надавить на них, чтобы сигнал из участка тут же поступил в ближайшую сторожевую вышку, где дежурили до шести пограничников. Приборы в вышке фиксировали и показывали на каком участке сработала сигнализация, в результате чего к этому месту немедленно направлялся вооружённый автопатруль. Некоторые участки границы дополнительно охранялись сторожевыми собаками. Далее после сигнальной стены шёл открытый участок, на котором могли находиться специальные сигнальные устройства. Стоило только задеть плохо различимый провод, как срабатывали жёлтые сигнальные ракеты. Так называемая «полоса смерти» хорошо освещалась в тёмное время суток, а кроме того до 80-х годов некоторые участки границы даже минировались противопехотными минами. На противоположной стороне полосы располагалось ещё одной сигнальное устройство на этот раз выстреливавшее ракетами красного цвета. Далее следовала транспортная дорога, по которой передвигались пограничные автопатрули, а возле дороги имелась контрольно-следовая полоса, противотранспортные заграждения (ежи) и вторая бетонная стена, примыкающая непосредственно к территории ФРГ. Такие стены были только в местах где угроза побега была особо велика, например, поблизости от приграничных населённых пунктов, в остальных случаях использовалась трёхметровая проволочная ограда. Следующие несколько метров за стеной так же принадлежали пограничникам ГДР с целью обследования состояния внешней стены или забора. Кроме того, на некоторых участках находили и самострельные устройства, срабатывающие при касании заградительной проволоки. Их число по всей границе достигало не менее 60 тысяч штук. К 1980-м годам на некоторых участках начали устанавливать видеокамеры наблюдения.

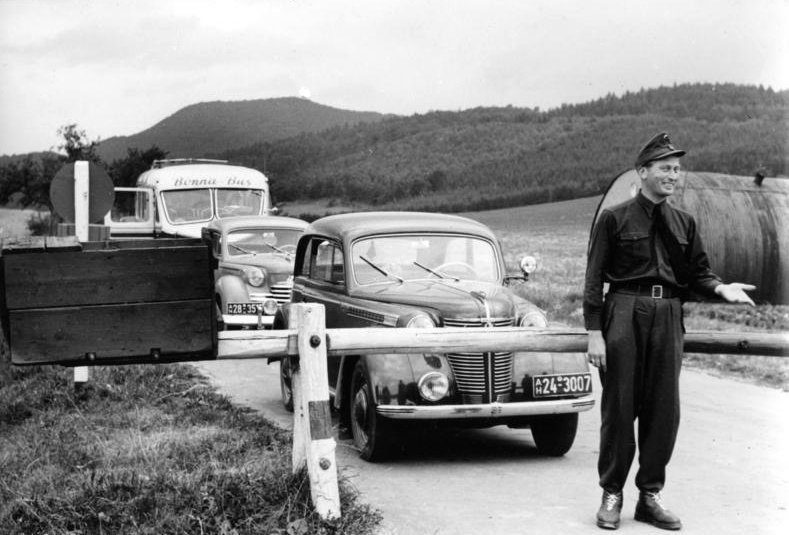
Участок границы с КПП Хельдра. 1952 год.
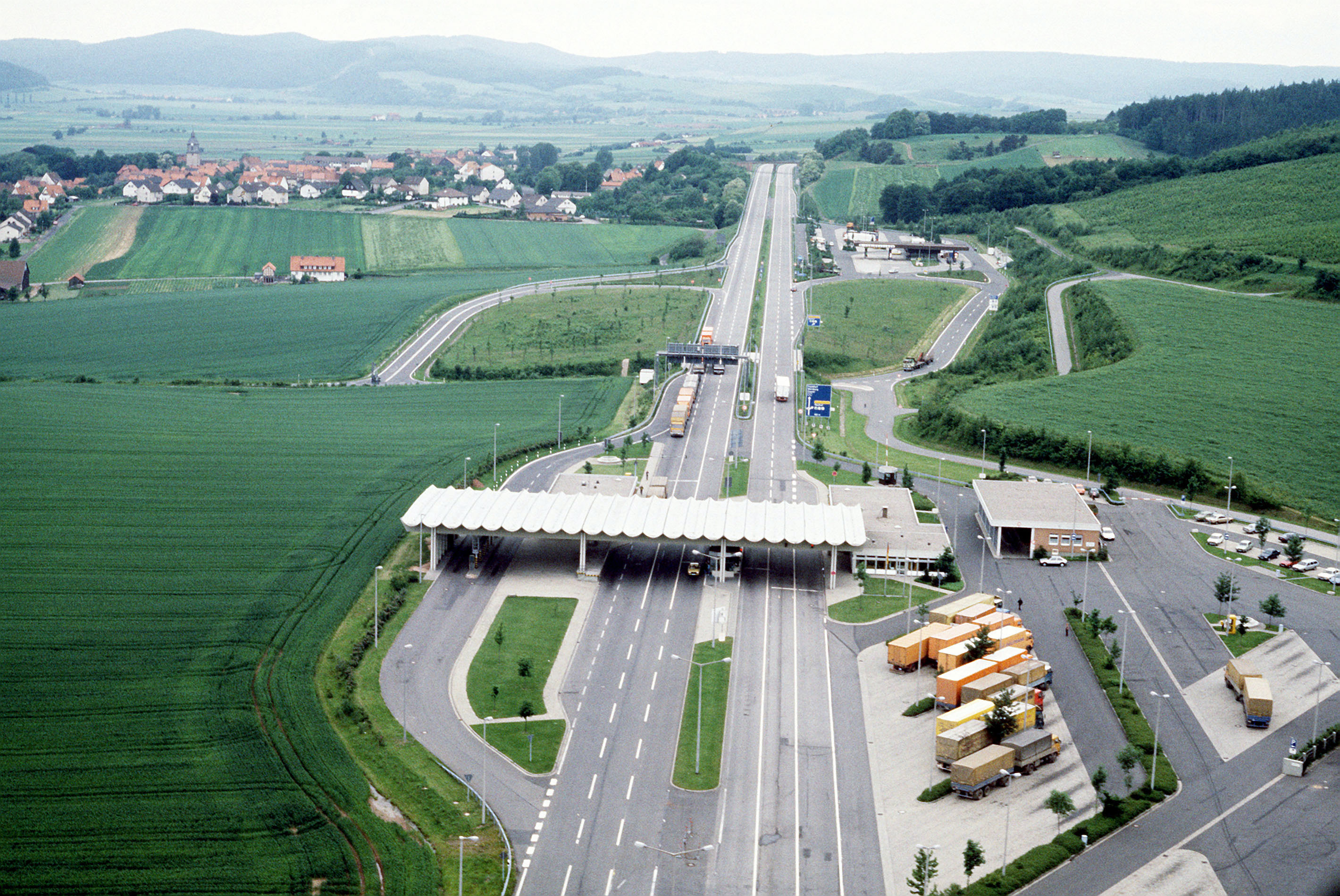
Пограничный автотранспортный терминал Херлесхаузен. 1985 год.
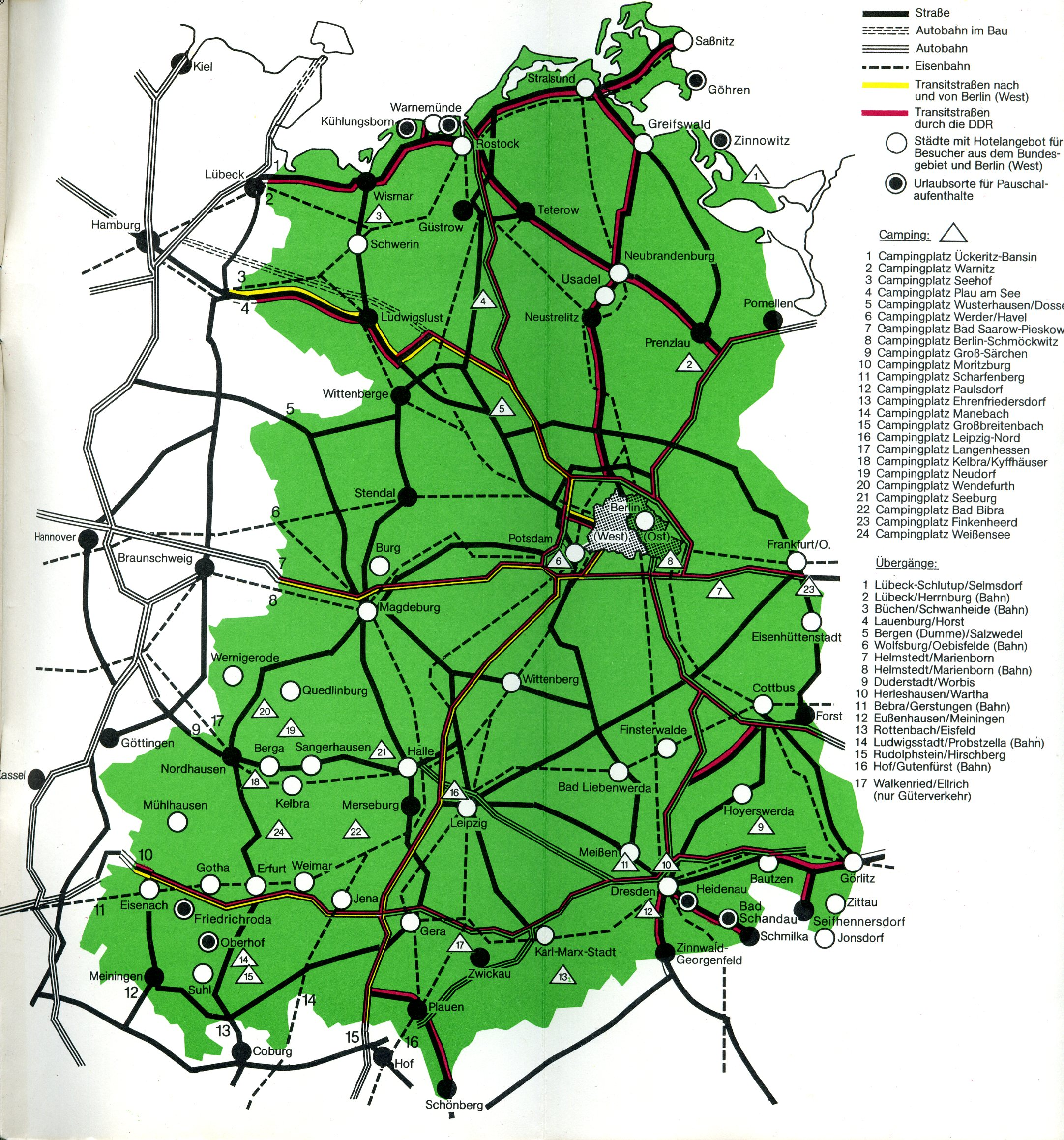
Транзитные коридоры из ФРГ в Западный Берлин по территории ГДР. 1982 год.

Поскольку Западный Берлин находился глубоко на территории ГДР, к нему имелись транзитные пути: как воздушные, железнодорожные, речные, так и автомобильные. На территорию ГДР с запада и юга с территории ФРГ шло до восьми крупных автомагистралей, предназначенных для перевозки в Западный Берлин автотранспортом грузов и пассажиров, в том числе и туристов. На участках таких автомагистралей, расположенных непосредственно на границе, существовали пограничные КПП и транспортные терминалы. К 1980-м годам их число достигло 17. Здесь въезжающие в ГДР лица, например направляющиеся в Западный Берлин как туристы или решившие навестить родственников, тщательно досматривались, ими покупались специальные визы и временные удостоверения личности, и на своём автотранспорте они следовали до цели назначения. На транзитных автомагистралях имелась вся необходимая для иностранцев дорожная инфраструктура: мотели, автозаправочные станции, автосервисы, придорожные магазины сети «Интершоп» (аналог советской «Березки»), кафе, туалеты. Оплата за услуги принималась только в инвалюте, поэтому обычные граждане ГДР доступа в такие заведения не имели. Все это было закреплено договорённостями, принятыми ФРГ и ГДР в 1971 году.

## Берлинская стена
После возведения границы между ГДР и ФРГ Берлин с его секторами оставался единственным местом беспрепятственного пересечения границы. В связи с этим бегство граждан ГДР через Берлин в 50-х значительно возросло. По этой причине власти ГДР решили перекрыть доступ в Западный сектор города. В ночь с 12 на 13 августа 1961 года были перекрыты все проходы в Западный Берлин и началось сооружение пограничных укреплений, прозванных Берлинской стеной. С внешним миром Западный Берлин по-прежнему связывали воздушные, речные и автотранспортные коридоры. Иностранцы и граждане ФРГ могли по ним посещать город, равно как и жители Западного Берлина могли выезжать в ФРГ и другие страны. По всему периметру границ Западного Берлина на въездах и выездах из него располагались пограничные КПП. Железнодорожный транзит обеспечивался на вокзале Фридрихштрассе, который являлся одновременно КПП в Восточный Берлин, а также на вокзале Берлин-Штааке. Поезда въезжающие на территорию ГДР для следования в Западный Берлин тщательно проверялись на границе ГДР и ФРГ и повторно на границе ГДР и Западного Берлина в обоих направлениях следования. Аналогично контроль осуществлялся на автобанах.

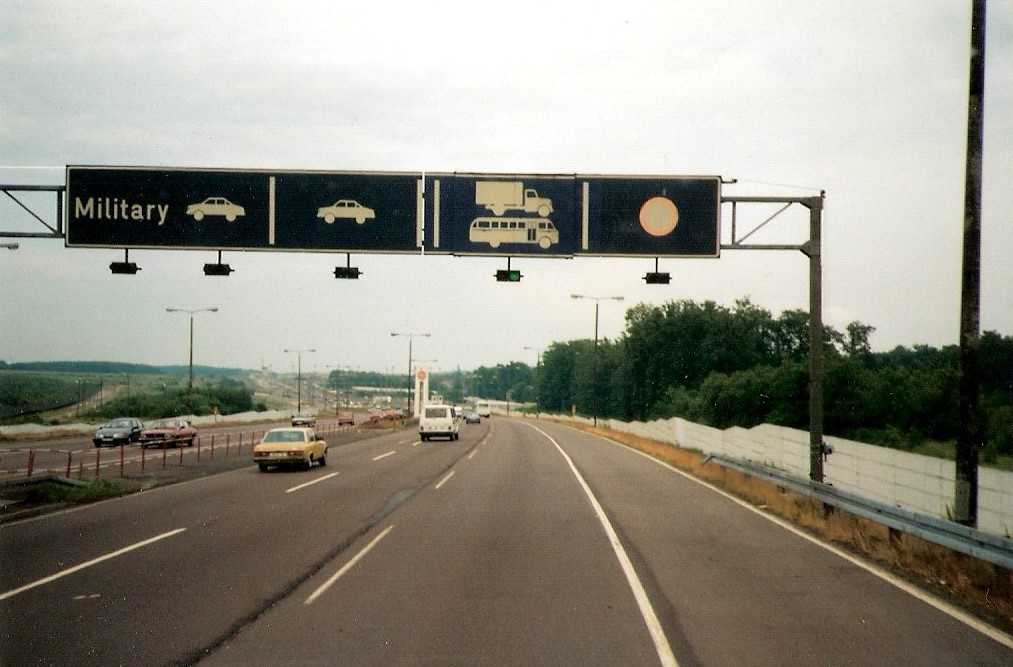
Транзитная автотрасса около пограничного перехода Хельмштедт/Мариенборн. 1980-е годы.
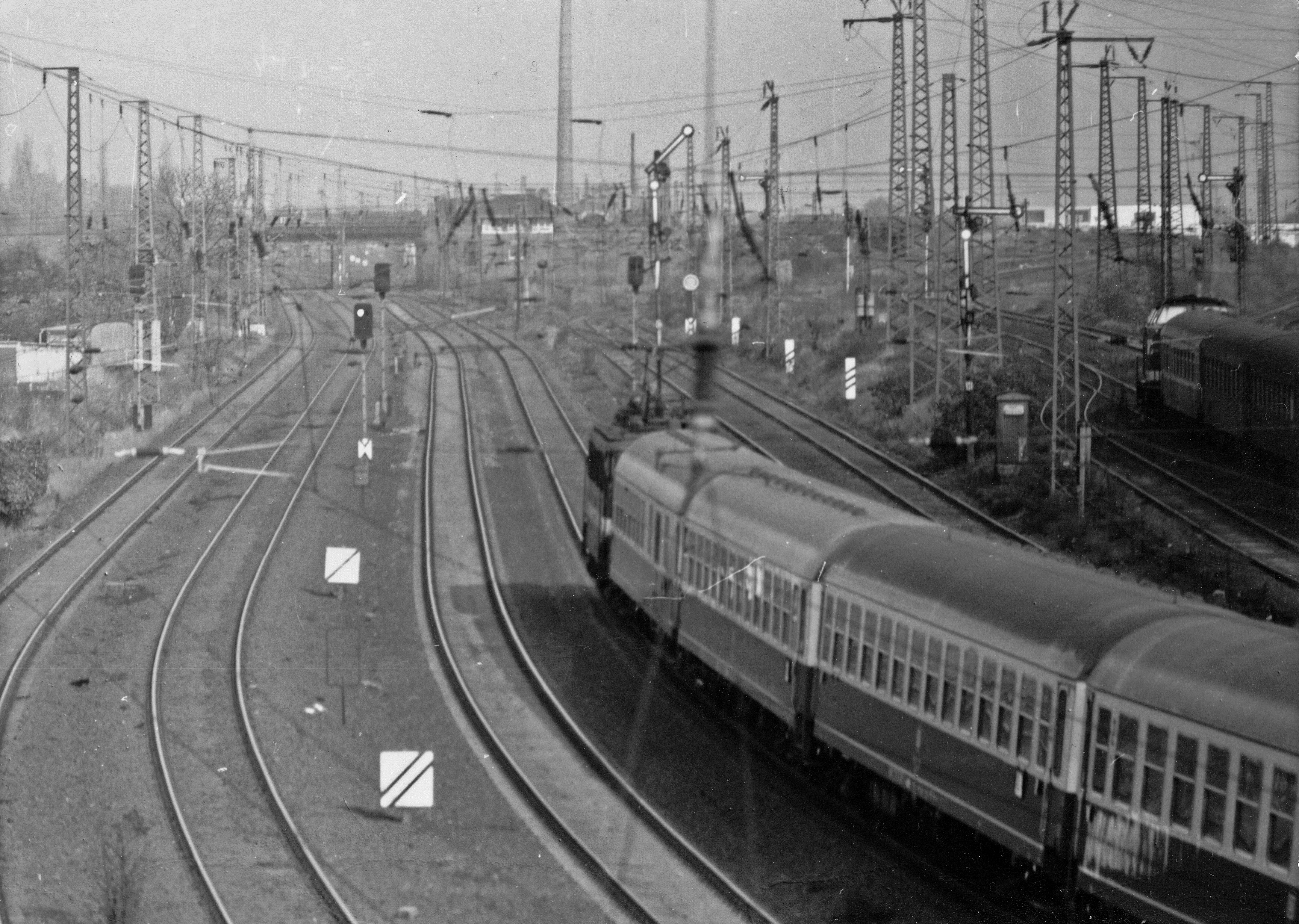
Транзитный участок железной дороги около Халле. 1984 год.
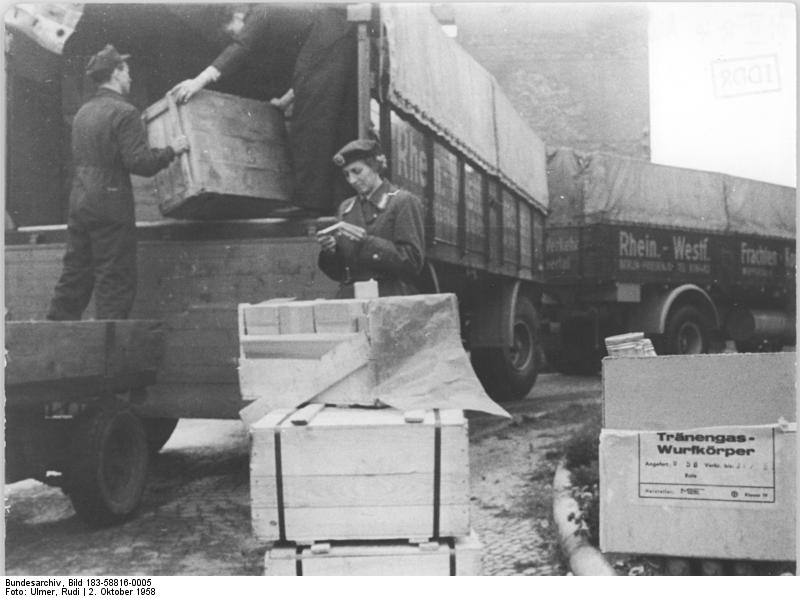
Пограничники ГДР проверяют груз в Западный Берлин. 1958 год.

## Попытки перехода границы
После установления социалистического строя в ГДР многие жители стали перебираться на постоянное место жительство в ФРГ, где уровень жизни был значительно выше. После 1952 года, когда граница стала более тщательно охраняться, волна эмиграции перешла отсюда в Берлин, который до начала возведения Берлинской стены оставался открытым для бегства из ГДР. Некоторые немцы не понимали или не хотели мириться с тем, что некогда единая Германия была разделена на две Республики, поэтому нарушения границ было нередким явлением. Лица, обнаруженные патрулями в приграничной 5-километровой зоне и находящиеся там без разрешения, передавались пограничному командованию и Штази, поскольку подозревались в намерении пересечения границы и бегстве в ФРГ, что в ГДР с 1960-х годов являлось уголовно наказуемым преступлением. При попытке пересечения границы пограничники ГДР имели полномочия открывать огонь на поражение. Так же, как в случае с Берлинской стеной, здесь тоже появились свои жертвы, причём как со стороны гражданских, так и со стороны пограничников. Всего за более чем 35 лет погибло около 1000 человек. Однако в разных источниках данные разнятся.

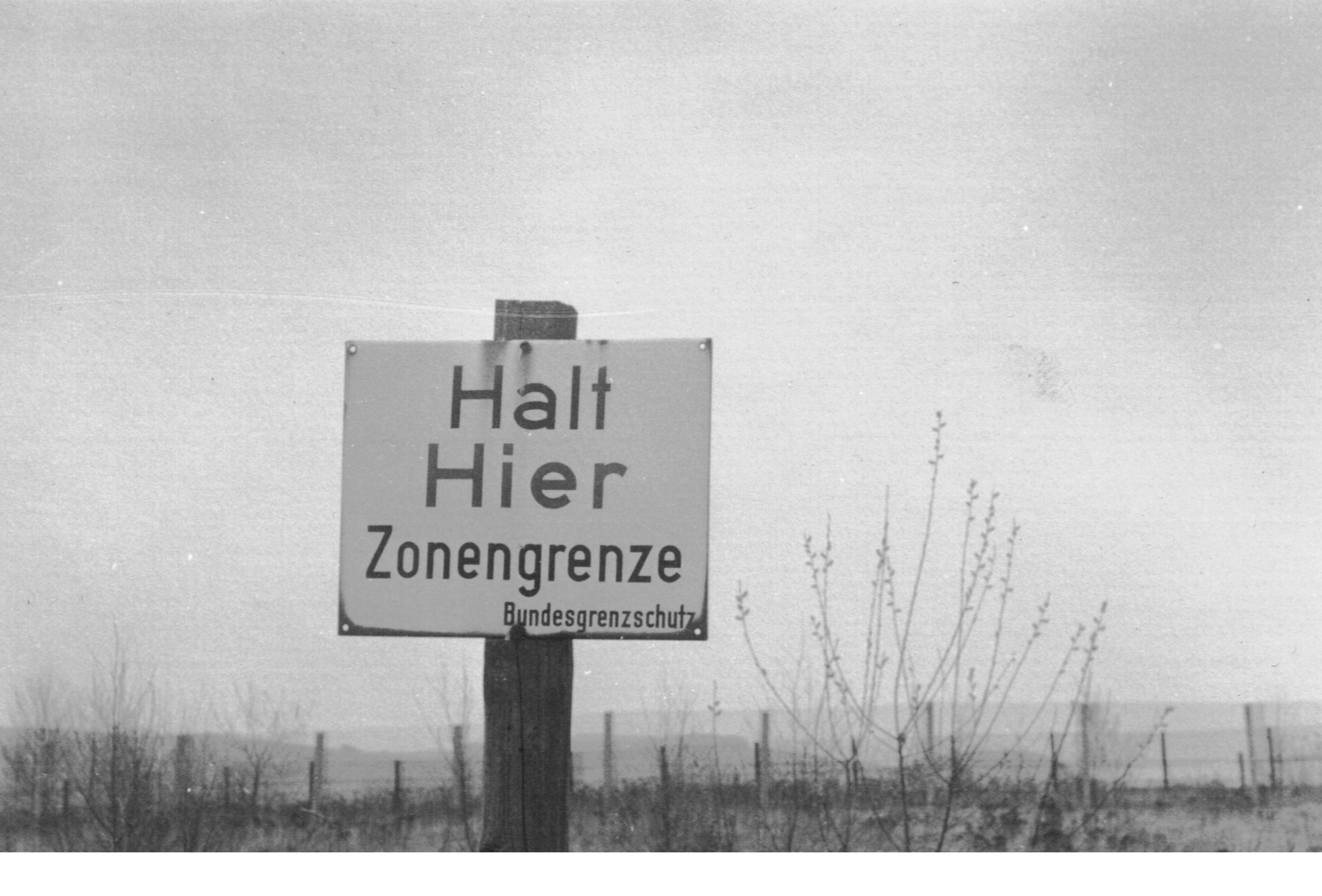
Надпись на табличке: "Стой. Здесь пограничная зона". 1978 год.
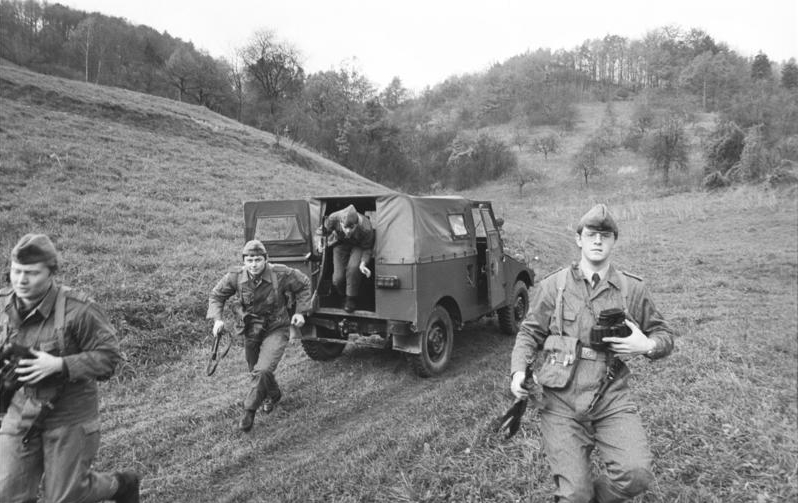
Моторизованный патруль пограничников ГДР. 1982 год.
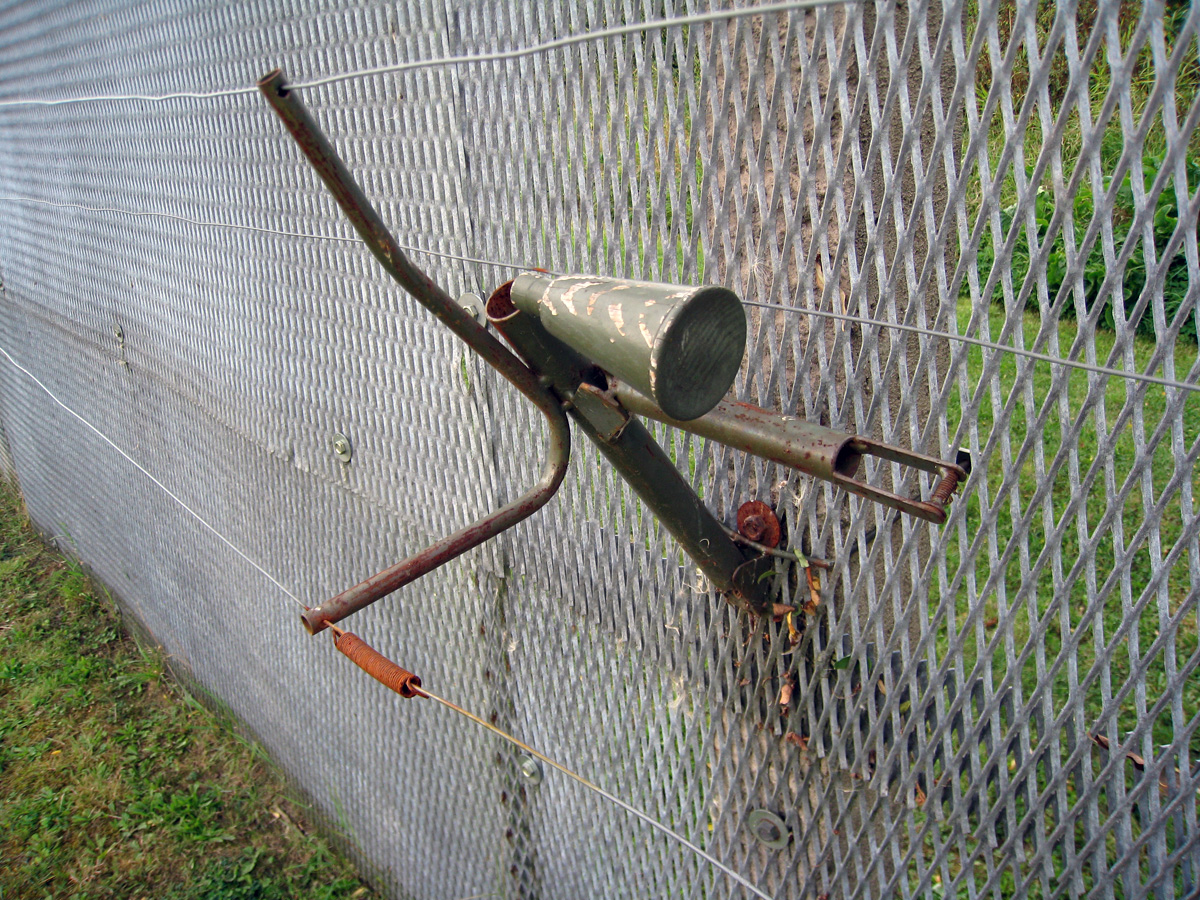
Самострельный механизм SM-70. Всего на границе было установлено около 60 тысяч таких приборов.

## Ликвидация границы и память
Стремительно развивающиеся политические события в ГДР в 1989 году ускорили падение «железного занавеса» и его реальных символов. 31 августа 1990 года между ГДР и ФРГ был подписан договор об объединении, предполагавший вхождение территории ГДР в состав ФРГ. 12 сентября 1990 года в Москве представителями ГДР, ФРГ, СССР, США, Великобритании и Франции был подписан договор об окончательном урегулировании в отношении Германии, в которой все стороны признавали процесс объединения двух германских республик в единую. Соответствующие договоры предусматривали ликвидацию Внутригерманской границы, существовавшую на протяжении четырёх десятилетий. Одним из следствий ликвидации границ между Германиями стало создание объединенных природных заповедников двух стран (национальный биосферный заповедник Дрёмлинг).

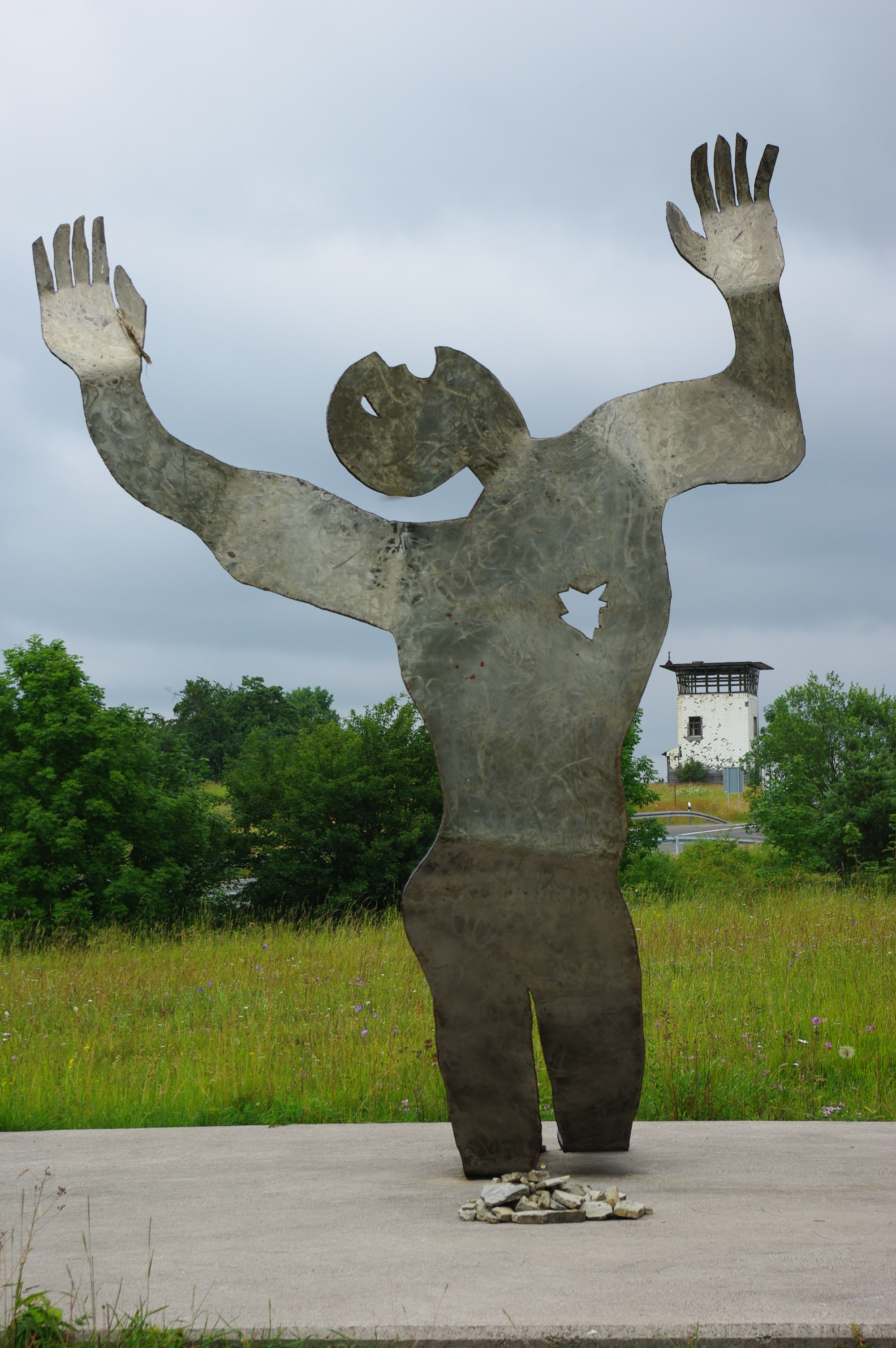
Мемориал гражданам ГДР погибшим при попытке пересечения границы
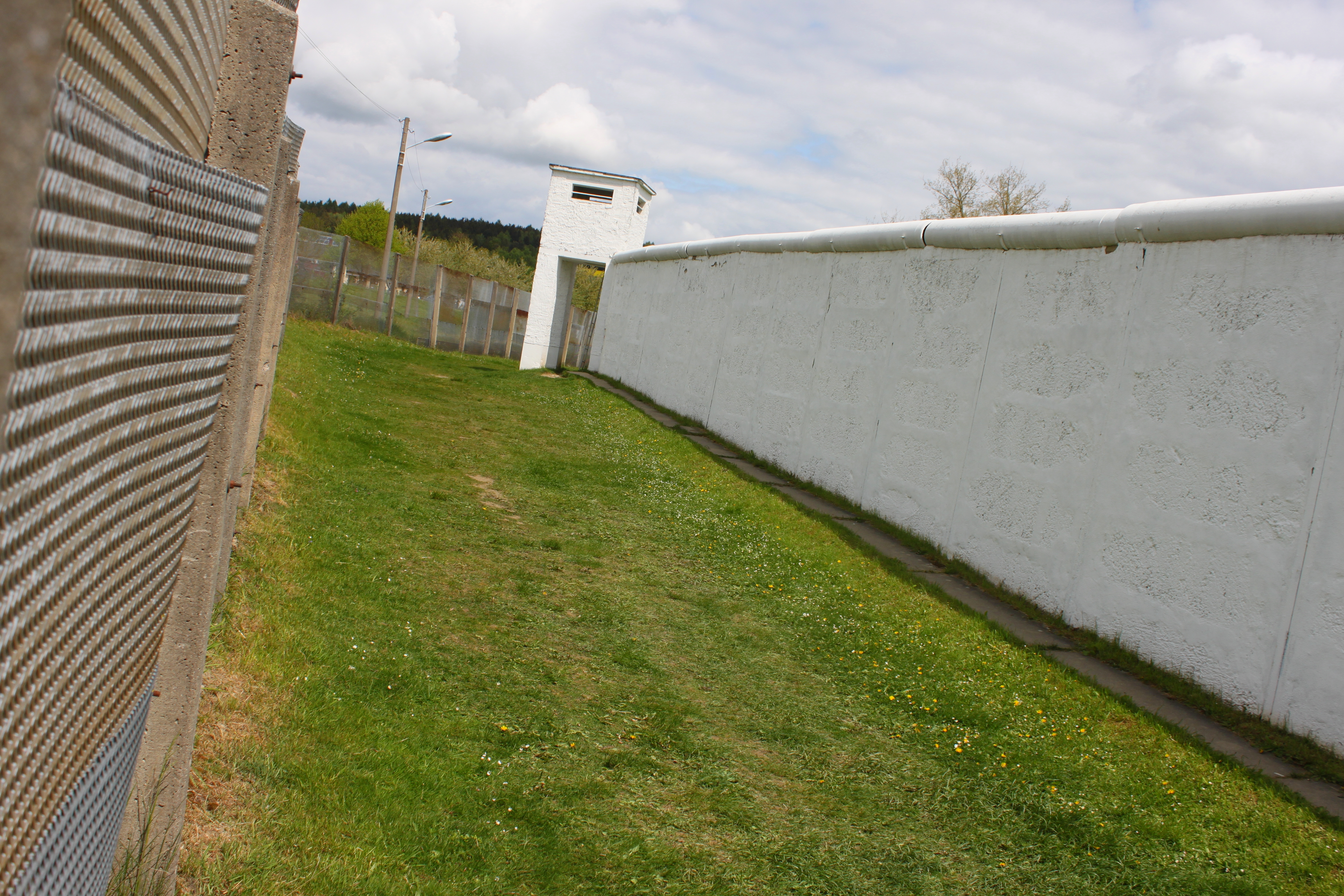
Сохранившийся участок границы.
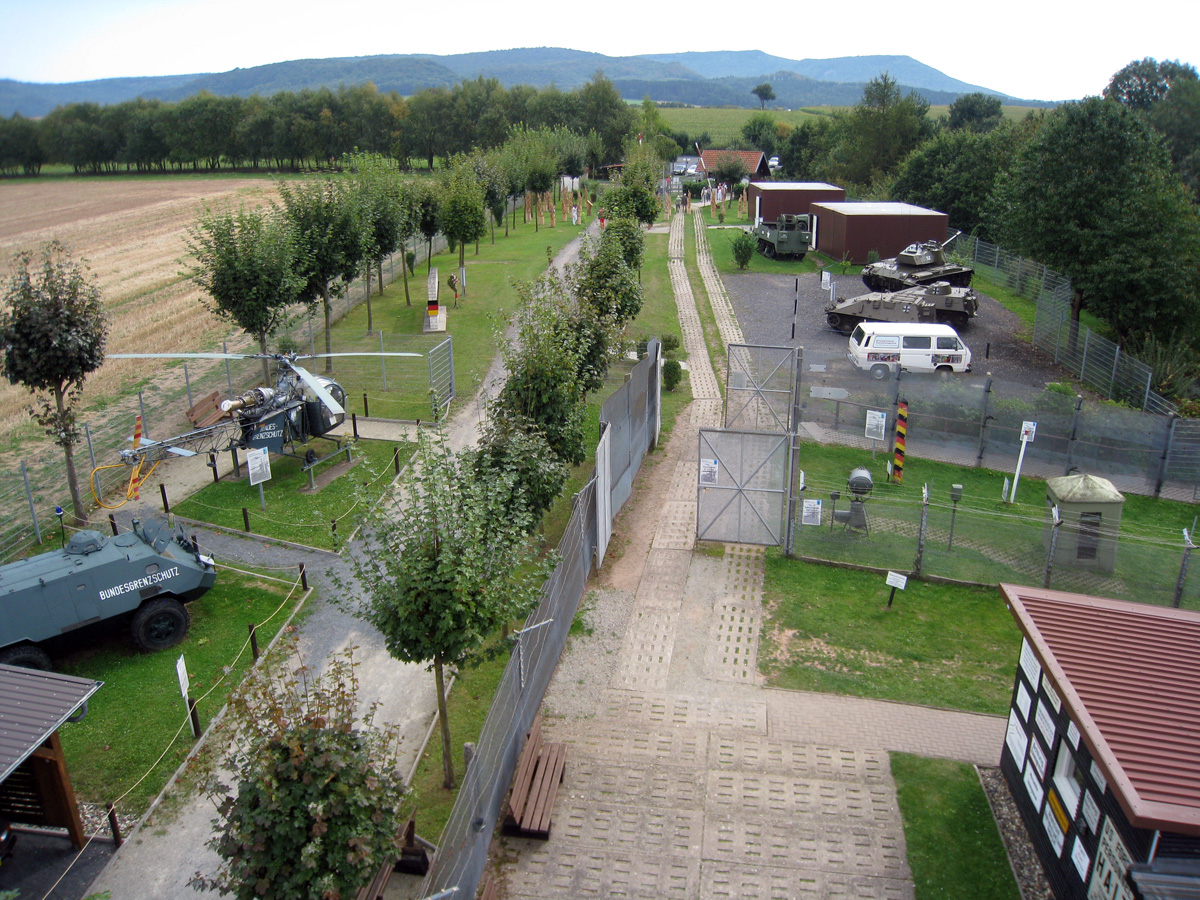
Один из музеев границы между ГДР и ФРГ

На полную ликвидацию границы с демонтажем большинства пограничных сооружений потребовалось ещё несколько лет. В качестве исторических и туристических достопримечательностей были сохранены отдельные фрагменты границы, например около городка Хетенслебен. Сегодня туда открыт доступ для туристов, где можно воочию изучить, что собой представляла некогда граница двух Германий и двух общественно-политических систем и военно-политических блоков. Всего же в Германии находится несколько десятков музеев, посвящённых Внутригерманской границе времён Холодной войны.